# Valtazar Bogišić
Valtazar Bogišić (în sârbă Валтазар Богишић; n. 20 decembrie 1834, Cavtat, Imperiul Austriac – d. 24 aprilie 1908, Fiume, Austro-Ungaria), cunoscut și sub numele de Baltazar și Baldo Bogišić, a fost un jurist sârb originar din Dubrovnik și un pionier al sociologiei moderne.
Activând în domeniul dreptului privat⁠(d), contribuția sa cea mai semnificativă a fost studiul structurii familiale și elaborarea codului civil muntenegrean din 1888, unic în istoria legislativă a regiunii. Este considerat un pionier al sociologiei dreptului și al jurisprudenței sociologice, aliniându-se în paralel cu principiile Școlii istorice germane de drept. În 1902, Bogišić a fost ales președinte al Institutului Internațional de Sociologie din Paris.

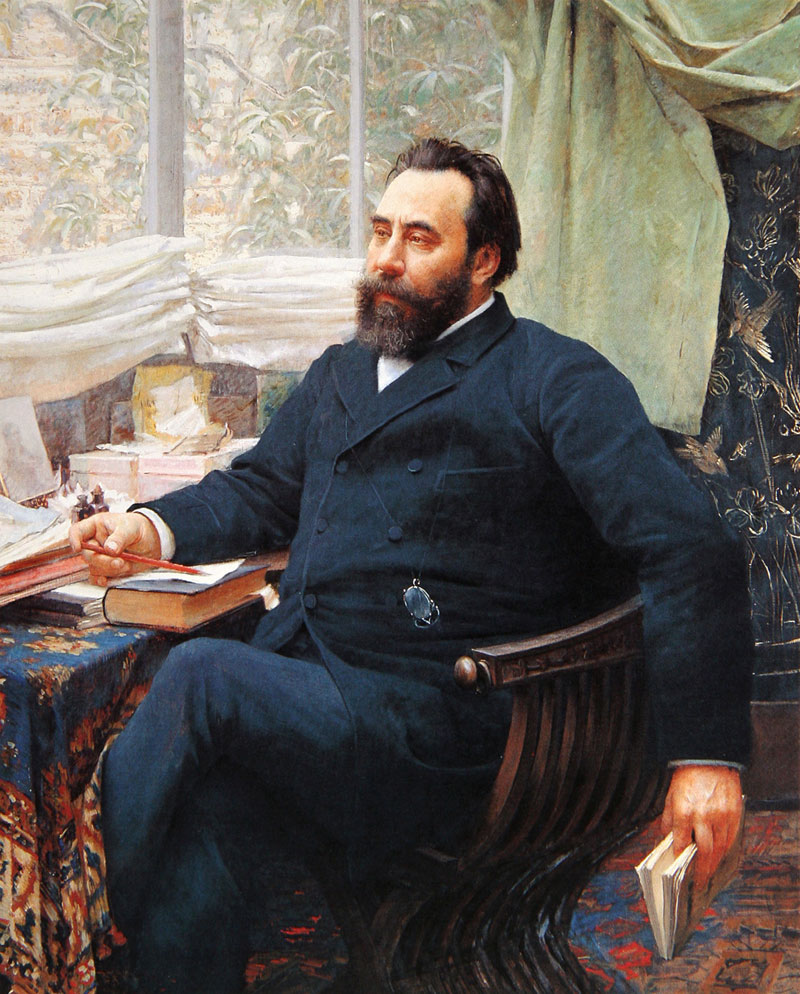
Valtazar Bogišić, portret de Vlaho Bukovac, 1892

## Tinerețea
Familia lui Bogišić era alcătuită din negustori influenți din Cavtat, un mic oraș de coastă situat în apropiere de Dubrovnik. Strămoșii săi s-au stabilit în Cavtat după ce bunicul său s-a mutat din satul Mrcine din Konavle, o zonă din interiorul regiunii, unde familia Bogišić trăise timp de secole, după convertirea lor de la ortodoxie la catolicism în secolul al XV-lea.
Bogišić s-a născut în Cavtat la 20 decembrie 1834. Mama sa a decedat la nașterea surorii sale, Marija, singura sa soră, doi ani mai târziu. Tatăl său, dorind ca fiul să continue afacerea familială, considera că o educație prea îndelungată ar putea împiedica acest plan.
La vârsta de patru ani, a fost înscris la o școală privată pentru fete, singura instituție de acest gen disponibilă în oraș, deoarece școlile publice acceptau copii doar de la vârsta de șase ani. Ulterior, a urmat o școală de stat acreditată, pe care a părăsit-o înainte de a o absolvi. La vârsta de 11 ani, a finalizat o școală nautică de doi ani, fiind cu patru-cinci ani mai tânăr decât ceilalți absolvenți.
Figura centrală a copilăriei sale a fost bunicul său, Valtazar Bogišić Senior. Orb la acea vreme, acesta îi narra povești populare și relatări despre aventuri maritime, călătorii și întâlniri cu personalități ca Miloš Obrenović. De asemenea, îi delega nepotului său diverse sarcini și chiar cazuri juridice minore. Prin testament, bunicul său i-a lăsat jumătate din avere. Lipsit de sprijin financiar din partea tatălui, Bogišić a investit banii primiți în achiziția de cărți, printre care operele reformatorului Vuk Stefanović Karadžić, care i-a devenit model intelectual. Inspirat de acesta, a început să colecteze și să transcrie poeme populare sârbești.
După multe insistențe și în urma unui accident pe mare, tatăl său i-a permis să urmeze un gimnaziu de patru ani (Progymnasium), cu condiția să nu susțină examenele finale, astfel încât să nu poată obține documentele necesare pentru continuarea studiilor. În această perioadă, Bogišić a învățat singur germana, adăugând-o la italiana pe care o stăpânea deja, limbă franca a regiunii.
Destinul său academic s-a schimbat odată cu întâlnirea contelui Niko Pucić (Pozza) cel Mare din Dubrovnik. Acesta, devenit prieten și mentor, l-a încurajat să susțină examenele finale în ciuda opoziției paterne și l-a sprijinit în pregătire. Contele Niko Pucić și fratele său, Medo Pucić (Orsato), erau printre cele mai influente personalități din Dubrovnik în acea perioadă. Ei au reunit elita intelectuală care a format mișcarea sârbo-catolică din Dubrovnik, o mișcare care a dispărut la începutul secolului al XX-lea.

## Educație academică
Un moment crucial în viața lui Bogišić a fost moartea tatălui său, în 1856, eveniment urmat de dispute legate de moștenire și administrarea afacerii familiale. După doi ani de conflicte, Bogišić a reușit să rezolve aspectele juridice și să-și recupereze bunurile de la veri. În 1858, s-a înscris la Ginnasio Liceale di S. Caterina din Padova, iar ulterior a urmat prestigiosul Liceo Foscarini, cel mai vechi liceu din Veneția, unde s-a specializat în limba și literatura italiană și absorbind idealurile mișcării de renaștere națională italiene.
După absolvire a refuzat o bursă austriacă datorită condiției de a studia doar în universități ale Imperiului, preferând să se alăture cercurilor patriotice și pan-slaviste. A urmat studii în filologie, filosofie (inclusiv istorie) și drept, cu o curriculum ce integra discipline moderne precum economia politică. A studiat la Viena, Berlin, München și Paris, având profesori de prestigiu, printre care Franz Bopp, fondatorul lingvisticii comparate, istoricul prusac Johann Gustav Droysen, Franz Miklosich, unul dintre cei mai importanți filologi slavi, fondatorul sociologiei Lorenz von Stein, precum și juriști renumiți, cum ar fi Theodor Mommsen, Rudolf von Jhering și reprezentanți ai Școlii Istorice Germane de Drept.
În 1862 și-a obținut doctoratul în filosofie la Universitatea din Giessen cu teza intitulată „Cauzele înfrângerii armatei prusace în Războiul husit”, în care s-a bazat în mod special pe cercetările istoricului František Palacký. În 1865, a obținut diploma de drept „Rigorosum” la Viena, unde a susținut examenul oral de doctorat, întrucât în acel moment era deja angajat și activa în domeniu. Ulterior, când a fost numit profesor la Odesa, i-a fost conferit titlul de Juris Doctor Honoris Causa, recunoscând contribuția sa academică excepțională.

## Viața profesională și activitatea publică

### Viena
Datorită unei recomandări semnate de Franz Miklosich, care atesta că „pe lângă faptul că este vorbitor nativ de sârbă și italiană, (Bogišić) cunoaște toate celelalte limbi slave”, acesta a fost angajat, în 1862/63, ca administrator al Departamentului Slavia din cadrul Bibliotecii Curții de la Viena. În această funcție, a gestionat nu doar secția slavă, ci și departamentul juridic și publicațiile legate de Revoluția Franceză. Această poziție i-a oferit oportunitatea de a studia lucrări fundamentale ale literaturii slave și de a intra în contact direct cu numeroși scriitori și intelectuali slavi.
În Viena acelei perioade, luaseră naștere diverse organizații care reuneau membri ai diferitelor popoare din Imperiu. Bogišić a participat la înființarea clubului Slovanska beseda, care inițial reunea toți slavii din Imperiul Austro-Ungar, dar care ulterior a fost reorganizat într-un club ceh. La inițiativa sa, în cadrul clubului a fost creată o bibliotecă slavă (Slovanska biblioteka), al cărei prim președinte a fost chiar Bogišić. În această perioadă, el a sprijinit mișcarea Tinerimea Sârbă Unită (Ujedinjena omladina srpska), rămânând un susținător al acesteia pe tot parcursul vieții. Organizația milita pentru unificarea reală a sârbilor și croaților într-o națiune iugoslavă unică, nu doar pentru o cooperare politică formală, idee care era dominantă printre intelectualii croați. După înființarea Academiei Iugoslave de Științe și Arte, Bogišić a devenit unul dintre cei mai importanți colaboratori ai acesteia. Academia, fondată la Zagreb, funcționa ca o instituție științifică comună a popoarelor slave sudice. Primul președinte al acesteia a fost croatul Franjo Rački, iar primul secretar, sârbul Đuro Daničić.
În timpul șederii sale la Viena, Bogišić a adunat documente despre diplomatul din secolul al XVII-lea al Republicii Dubrovnik, Stjepan Gradić. A continuat, de asemenea, să adune poezie epică sârbă, o pasiune începută încă din tinerețe. În 1863, a petrecut vacanța la Mostar, ascultând poeții epici adunați în jurul noii biserici ortodoxe. Încă din 1866, a desfășurat o amplă anchetă sociologică în toate regiunile Balcanilor, formulând numeroase întrebări despre formele de proprietate funciară, structura socială a satului, obiceiuri, instituții și comunitatea familială. Pe baza acestor date, a studiat metodele de observație directă, analiza comparativă, utilizarea statisticilor și examinarea documentelor. În 1867 a publicat lucrarea Pravni običaji kod Slovena („Obiceiurile juridice ale slavilor”), bazându-se în principal pe surse scrise, dar consultând și prieteni pentru a înțelege mentalitatea juridică a populației din diverse regiuni. În 1872 a publicat volumul Pisani zakoni na Slovenskom Jugu („Legislația scrisă în sudul slav”), conceput ca o introducere într-o serie de studii despre sursele juridice antice din sudul slav.
Încă din tinerețe, Bogišić a manifestat un interes deosebit pentru muzee. El considera că înființarea unui muzeu slav (Slovenski Muzeum) ar contribui la promovarea patrimoniului slav și la creșterea conștiinței asupra acestuia atât în rândul slavilor, cât și al altor popoare. În publicația sa Slovenski Muzeum, a răspuns criticilor vremii, care susțineau că popoarele slave ar trebui să se dezvolte independent, asemenea națiunilor germanice sau romanice. Prin această lucrare, s-a afirmat ca un panslavist, aliniindu-se unei mișcări populare în rândul slavilor în secolul al XIX-lea, cu origini în Polonia și Boemia, dar care astăzi este considerată o formă depășită de idealizare colectivă.
În 1867, după anii petrecuți în cadrul Bibliotecii Curții, Bogišić a intrat în serviciul Ministerului Apărării al Austro-Ungariei, fiind numit consilier pentru educație în cadrul Graniței Militare, cu sediul la Timișoara, în Banat. Populația din această regiune era obișnuită cu un grad ridicat de autoguvernare, ceea ce a condus la eșecul mai multor încercări de reformare a sistemului școlar. Cu toate acestea, autoritățile austriece urmăreau să impună un sistem educațional mai riguros și centralizat.

### Odessa
După ce a refuzat ofertele de la universitățile din Kiev și Varșovia, Bogišić a acceptat un post de profesor la nou-înființata Universitate Rusă din Odesa. Devenit cetățean rus și funcționar public în 1869, și-a susținut prelegerea inaugurală la Odesa în 1870. Cea mai notabilă realizare a sa aici a fost înființarea Bibliotecii Slave. În calitate de profesor, însă, nu a avut un succes deosebit, întrucât, încă din 1871, a fost implicat în organizarea unor ample proteste studențești, care ulterior s-au dovedit a fi orchestrate. Presa austriacă relata că Bogišić, „fiind sârb, a fost chemat la Odesa doar datorită simpatiilor panslaviste”, dar, în realitate, nu a fost primit cu entuziasm în cercurile academice rusești. A continuat să predea, dar fără entuziasmul de altădată.
După ce cererea sa de pensionare anticipată a fost respinsă, a încercat să își dedice cât mai mult timp călătoriilor de studiu, ajungând să cerceteze la fața locului obiceiurile juridice din Caucaz. Oficial, a rămas profesor la Universitatea din Odesa, însă, în 1873, la ordinul țarului, în calitate de supus rus, a plecat în Muntenegru cu misiunea de a codifica dreptul privat al principatului.

### Muntenegru și Franța
În Muntenegru, presa locală susținea că noul Cod Civil fusese deja redactat înainte de venirea lui Bogišić. Acesta a reușit, totuși, să-l convingă pe principele Nicolae I să amâne promulgarea, explicând că elaborarea unui cod necesită ani de studiu meticulos. Înainte de aceasta, Bogišić pregătise și publicase chestionare pentru colectarea obiceiurilor juridice, care au fost traduse în mai multe limbi, stabilindu-l astfel ca un pionier al cercetărilor juridice etnologice și sociologice. Pe baza acestor chestionare, în 1874, a publicat Zbornik sadašnjih pravnih običaja u južnih Slovena I, Građa u odgovorima iz različnih krajeva slovenskoga juga. Nemulțumit de limitele acestor chestionare – care cuprindeau doar 300 de întrebări acoperind dreptul public, privat și internațional – a conceput un nou instrument cu 2000 de întrebări axate exclusiv pe dreptul privat, asistat de juristul muntenegrean Gavro Vuković.
Codul său civil pentru Muntenegru, Opšti imovinski zakonik (Codul General al Proprietății), a fost promulgat abia în 1888. În acea perioadă, Bogišić, care era încă profesor rus, își stabilise reședința la Paris și se ocupa de alte sarcini, precum redactarea unei constituții pentru revoluționarii sârbi din Herțegovina și organizarea sistemului juridic al Bulgariei, care tocmai obținuse independența față de Imperiul Otoman. În 1878, a publicat celebra sa colecție de poezii populare Narodne pjesme iz starijih, najčešće primorskih zapisa I. Paralel, a continuat să investigheze structura familială din perspectiva sociologică și istorică, susținând că dreptul familiei și cel succesoral nu fac parte integrantă din dreptul civil, ci constituie instituții distincte. Această concepție i-a determinat să excludă aceste aspecte din codul civil muntenegrean, optând pentru denumirea specifică Codul General al Proprietății.
Proiectul său de constituție pentru Herțegovina din 1875 promovează drepturile fundamentale, în special cele referitoare la egalitate, fiind structurat în spiritul tradiției republicane și liberale, reflectând atât mentalitatea locală, cât și convingerile tinereții lui Bogišić. Aceeași abordare a marcat și Codul General al Proprietății al Principatului Muntenegru, care integra o idealizare subtilă a logicii juridice populare. În timpul lucrului la Codul General al Proprietății, a sintetizat obiceiurile juridice autohtone cu instituțiile consacrate ale dreptului roman, rezultând un text ce combina noțiunea de *drept just*, receptarea tradiției romane și sensibilitatea populară. Atenția acordată limbajului a făcut ca codul să fie redactat într-un stil mai rafinat decât alte lucrări ale sale, devenind un standard pentru legislația Regatului Serbiei din secolul al XIX-lea. Până în a doua jumătate a secolului XX, școala juridică de la Belgrad îl considera model de referință, iar influența sa s-a reflectat în numeroase legi iugoslave, elaborate în cadrul instituțiilor moștenite din Regatul Serbiei. Codul lui Bogišić a fost creat la momentul oportun, coincizând cu epoca în care legile serbe adoptau limbajul vernacular, asigurând continuitate și claritate în tradiția legislativă a regiuniiÎn elaborarea codului, Bogišić a sintetizat obiceiurile juridice autohtone cu instituțiile consacrate ale dreptului roman, rezultând un text ce combina noțiunea de *drept just*, receptarea tradiției romane și sensibilitatea populară. Atenția acordată limbajului a făcut ca codul să fie redactat într-un stil mai rafinat decât alte lucrări ale sale, devenind un standard pentru legislația Regatului Serbiei din secolul al XIX-lea. Până în a doua jumătate a secolului XX, școala juridică de la Belgrad îl considera model de referință, iar influența sa s-a reflectat în numeroase legi iugoslave, elaborate în cadrul instituțiilor moștenite din Regatul Serbiei. Codul lui Bogišić a fost creat la momentul oportun, coincizând cu epoca în care legile serbe adoptau limbajul vernacular, asigurând continuitate și claritate în tradiția legislativă a regiunii.

### Paris și Ultimii Ani
După finalizarea lucrărilor la Codul Civil, Bogišić a îndeplinit pentru o perioadă funcția de Ministru al Justiției în Principatul Muntenegru. În 1899, a fost publicată a doua și ultima versiune revizuită a Codului General al Proprietății. A continuat să trăiască la Paris ca profesor rus pensionar, implicându-se activ în numeroase societăți științifice pariziene. În 1902 a fost ales președinte al Institutului Internațional de Sociologie.
În Paris, Bogišić a trăit ca un intelectual respectat, fiind vizitat frecvent de studenți și cercetători în drept din întreaga lume. În acești ani, s-a întors adesea la idealurile Mișcării Tineretului Sârb Unit, pregătind un studiu amplu despre disputa sârbo-croată. În tinerețe, când a părăsit Dubrovnikul, elitele culturale locale considerau patrimoniul orașului ca parte integrantă a culturii sârbești în ascensiune. Totuși, la începutul secolului XX, a izbucnit un conflict aprins între sârbi și croați cu privire la moștenirea culturală a Dubrovnikului. Identificându-se ca sârb, Bogišić a publicat autobiografia sa în anuarul sârbesc "Dubrovnik" și numeroase articole în ziarul patriotic din Dubrovnik – "Srđ".
Bogišić a încetat din viață în 1908, în Fiume (Rijeka), în timp ce se îndrepta spre orașul său natal, Cavtat.

## Moștenire
Conform mărturiilor prietenilor săi parizieni, Bogišić a luat în considerare serios înființarea unei fundații în Belgrad, care, după moartea sa, să se ocupe de moștenirea sa, în special de biblioteca științifică și arhiva sa, și să acorde burse tinerelor talente în drept pentru studii în străinătate. A ales Belgradul datorită temerilor că vasta sa colecție ar putea cădea în mâinile autorităților austriece, cunoscute pentru politica lor ostilă față de cultura slavă în perioada premergătoare Primului Război Mondial. La acea vreme, orașul său natal Cavtat făcea parte din Imperiul Austro-Ungar. 
Deoarece a murit fără a lăsa un testament, sora sa, Marija, care locuia în Cavtat, a moștenit întreaga sa avere, inclusiv biblioteca științifică și arhiva. Colecția sa impresionantă, care cuprindea 18.000 de cărți (inclusiv antichități rare), 10.000 de scrisori, notițe, colecții etnologice și numismatice, a fost păstrată în condiții inadecvate la Cavtat timp de decenii. După Al Doilea Război Mondial, această comoară culturală a fost integrată în Academia Iugoslavă de Științe și Arte, fiind oficial denumită Colecția Baltazar Bogišić (Zbirka Baltazara Bogišića).

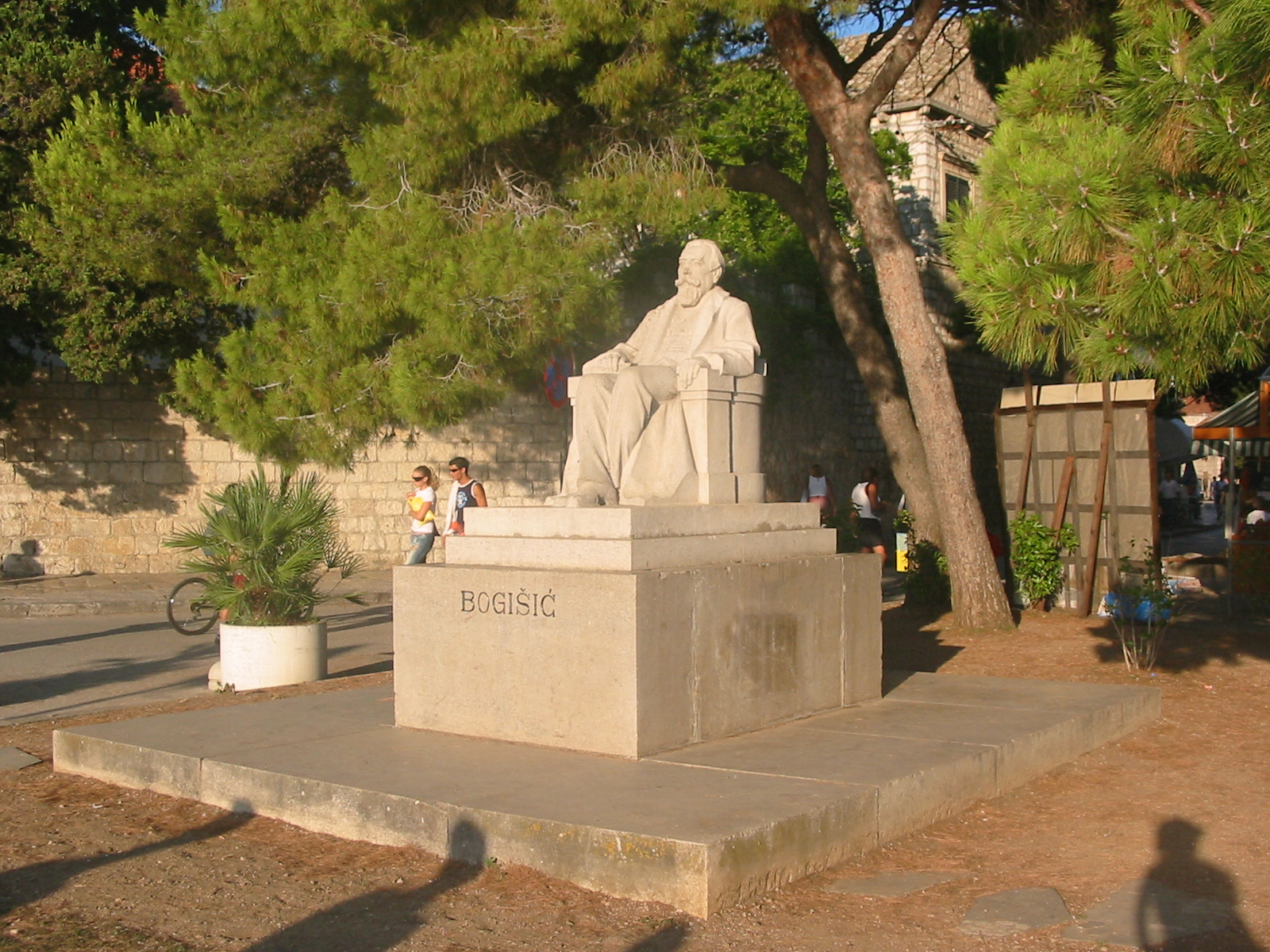
Monumentul Bogišić la locul său de naștere Cavtat

Deoarece limba italiană era o limbă oficială în zona sa natală, certificatul său de naștere este scris în italiană și latină. Purtând numele bunicului său, el și-a semnat toate lucrările, indiferent de limbă, ca Valtazar Bogišić, iar acest nume era cel sub care era recunoscut de contemporanii săi. După moartea sa, autorii croați au început ocazional să-l numească Baltazar Bogišić, considerându-l versiunea croată a numelui său. De aceea, arhiva-memorial din orașul său natal Cavtat, în actuala Croație, poartă numele Baltazar, deși el nu s-a identificat niciodată sub aceast nume.
Este inclus în Cei 100 cei mai proeminenți sârbi.

## Lucrări

### Cărți și alte publicații separate
- Über die Ursachen der Niederlage des deutschen Heeres im Hussitischen Kriege, Gießen 1862.
- Slovenski muzeum, Novi Sad 1867.
- Pravni običaji u Slovena, Zagreb: Jugoslavenska akademija znanosti i umjetnosti, 1867. online
- Oб научной разработке Исторiи Славянского права, St. Petersburg 1870.
- Pisani zakoni na slovenskom jugu, Zagreb: Jugoslavenska akademija znanosti i umjetnosti, 1872. online
- Разборъ сочинения К.А. Попова "Россия и Сербия", St. Petersburg 1872.
- Zbornik sadašnjih pravnih običaja u južnih Slovena I, Građa u odgovorima iz različnih krajeva slovneskoga juga, Zagreb: Jugoslavenska akademija znanosti i umjetnosti, 1874.
- Narodne pjesme iz starijih, najčešće primorskih zapisa I, Beograd: Srpsko učeno društvo, 1878. online
- Aperçu des travaux sur le droit coutumier en Russie, Paris 1879 (Nouvelle Revue historique de Droit français et étranger) = Osvrt na radnje o običajnom pravu u Rusiji, Beograd 1879.
- De la forme de inokostina de la familie rurale chez les Serbes et les Croates, 1184 (Revue de droit international et de législation comparée)  O obliku zvanom inokoština u seoskoj porodici Srba i Hrvata, Beograd 1884.
- Apropos du Code civil du Monténégro. Quelques mots sur les principes et la méthode adoptés por sa cofection, Paris 1886 = Povodom crnogorskog građanskog zakonika, Beograd 1888.
- Acta coniurationem Petri a Zrinio et Francisci de Frankopan nec non-Francisci Nadasdy illustrantia, 1663–1671, Zagreb 1888.
- Tehnički termini u zakonodavstvu, Beograd 1887.
- O porodici i nasljedstvu u pravnoj sistemi, Beograd 1893.
- Le statut de Raguse, Paris 1894 (Nouvelle revue historique de droit français et étranger).
- Zbirka slovenskih inkunabula, Dubrovnik 1898.
- Uputstva za sabiranje pravnih običaja srpskog naroda, Beograd 1900.
- Liber statorum civitatis Ragusii compositus anno 1272 (cu Constantine Jireček), Zagreb 1904.
- Pravni običaji u Hercegovini, Crnoj Gori i Albaniji, Titograd: Crnogorska akademija nauka i umjetnosti 1984.

### Corespondență
- Valtazar Bogišić i Franjo Rački – Prepiska, Zbornik za istoriju, jezik i književnost srpskog naroda XXV, 1960.
- Prepiska Stojana Novakovića i Valtazara Bogišića 1842–1915, Zbornik za istoriju, jezik i književnost srpskog naroda XXVIII, 1968.

### Ediții ale Codului General al Proprietății pentru Muntenegru
- Opšti imovniski zakonik za knjaževinu Crnu Goru, prima ediție oficială, 1888, a doua ediție oficială, 1898, a treia ediție oficială, 1913.
- Traduceri:
  - Codigo general de los bienes de Montenegro, Madrid 1891.
  - Code général des biens pour la Principauté de Monténégro de 1888, Paris 1898.
  - Allgemeines Gesetzbuch über das Vermögen für das Fürstentum Montenegro, Berlin 1893.
  - Codice civile generale pel Principato del Montenegro, Spalato 1900.
  - Общий имущественный Законникъ для Княжество черногорского, St. Petersburg 1901.
  - General Property Code for the Principalities of Montenegro, Podgorica 2006.

### Colecții
- Valtazar Bogišić, Pravne rasprave i članci I, Beograd 1927.
- Valtazar Bogišić, Izabrana dela i opšti imovinski zakonik, Beograd 1986.
- Valtazar Bogišić, Izabrana djela I-VIII, Beograd/Podgorica 1999.
- Valtazar Bogišić, Izabrana djela I-IV, Beograd/Podgorica 2004.

## Biografii și literatură secundară
- Valtazar Bogišić (autobiografie) (1938) [1900]. Spomenica Valtazara Bogišića. Dubrovnik: Kalendar Dubrovnik, Dubrovnik; Srpska Dubrovačka Štamparija A. Pasarića.
- Werner Zimmermann (1962). Valtazar Bogišić 1834–1908 – Ein Beitrag zur südslavischen Geistes- und Rechtsgeschichte im 19. Jahrhundert. Wiesbaden.
- Surja Pupovci, Valtazar Bogišić u svetlu dokumenata iz ruskih arhiva, 1996
- Surja Pupovci, Valtazar Bogišić, Podgorica 2004.
- Feodor Demelić, Le Droit contumier des Slaves méridionaux – d'après les recherches de M.V. Bogišić, Paris 1876.
- R. Dareste, Le nouveau Code Civil du Montenegro, 1888.
- Karl Dickel, Über das neue bürgerliche Gesetzbuch für Montenegro und die Bedeutung seiner Grundsätze für die Kodifikation im allgemeinen mit Bemerkungen über den neuen Entwurf deutschen bürgerlichen Gesetzbuches, Marburg 1889.
- Karl Dickel, Études sur le Nouveau Code Civil du Monténégro et sur l'importance des principes suivis par l'auteur de ce code en matiere de codification, 1891.
- Niko Martinović, Valtazar Bogišić I – Istorija kodifikacije crnogorskog imovinskog prava, Cetinje 1958.
- Carlos Petit, The Code and the Goats- Western Law in Less-Western Cultural Contexts – On the Code of Property of Montenegro. Zeitschrift für Neure Rechtgeschichte 1998, 212–224.
- Miloš Luković, Bogišićev zakonik, Beograd 2009.